# Стальнухин, Михаил Анатольевич
Михаил Анатольевич Стальнухин (эст. Mihhail Stalnuhhin; родился 15 сентября 1961, Тарту) — эстонский политик, русскоязычный и эстоноязычный писатель, действующий депутат городского собрания города Нарва.
Ранее работал председателем городского собрания Нарвы (2002—2011).
Также избирался депутатом парламента Эстонии от округа Ида-Вирумаа (1999—2023), где был председателем комиссии по контролю государственного бюджета (2011—2016), председателем финансовой комиссии Рийгикогу (2016—2019) и председателем проблемной комиссии по развитию изучения эстонского языка (2019—2023).
В 2023 году избирался в парламент как независимый депутат, но набрав наибольшее количество голосов среди всех кандидатов по округу, не прошёл в парламент, так как не добрал 7% до одного из шести мандатов.
В прошлом почти 26 лет состоял в Центристской партии (1996—2022).

## Биография
Родился в Тарту в 1961 году. Посещал эстонский детский садик, где освоил эстонский язык как второй родной. Позже семья переехала в Таллин. В 1978 году поступил на математический факультет Тартуского Государственного Университета, затем служил в Советской Армии, в войсках ПВО.
До 1989 г. работал на Кренгольмской Мануфактуре грузчиком. С 1989 по 1992 год преподавал эстонский в Нарвском ПТУ № 8 и учился в Таллинском Педагогическом Университете, а в 1995 году получил диплом учителя эстонского языка в русской школе. С 1992 по 1999 работал учителем-методистом в Нарвском Языковом Центре.
Женат, два сына - Антон и Дмитрий.

## Общественная деятельность
Михаил Стальнухин способствовал регистрации Эстонской Православной Церкви Московского Патриархата в Эстонии, налаживанию связей между Эстонией и Россией. Награждён медалью Русской Православной Церкви преподобного Сергия Радонежского 1 степени «За внимание к благотворительной помощи и в связи со 110-летием Нарвского Воскресенского собора».

Стальнухин является одним из учредителей НКО «Донорство — каждому!». Несколько лет являлся председателем правления Торгово-Промышленной палаты Нарвы, которая налаживала деловые контакты с ТПП России и Беларуси.

Является одним из учредителей «Антифашистского Комитета Эстонии».

## Политическая деятельность
С декабря 1996 года состоял в Центристской партии Эстонии. 
6 сентября 2022 года Правление Центристской партии Эстонии во главе с Юри Ратасом единодушно решило исключить Михаила Стальнухина из членов партии, за его мнение порталу «Славия» по поводу сноса и переноса нескольких советских памятников в городе Нарва. Михаил Стальнухин заявил в русскоязычном видео, размещенном в социальных сетях, что считает нацистами тех, кто сносит памятники, посвященные советским солдатам, а также назвал фашистами членов правительства и премьер-министра, лидера Партии реформ Каю Каллас.

### Выборы в Нарвское городское собрание
| Округ       | Партия                       | Год  | Количество голосов | Мандат | Мандат              | Место в списке лидеров (по мандату) | Место в списке лидеров (по мандату) |
| Округ       | Партия                       | Год  | Количество голосов | Доля   | Избран              | в округе                            | в округе (в своей партии)           |
| ----------- | ---------------------------- | ---- | ------------------ | ------ | ------------------- | ----------------------------------- | ----------------------------------- |
| Narva       | Keskerakond                  | 2021 | 619                | 0.9228 | да                  | 3                                   | 1                                   |
| Narva       | Keskerakond                  | 2017 | 1375               | 2.0128 | да, по личной квоте | 2                                   | 1                                   |
| Narva       | Keskerakond                  | 2013 | 1338               | 1.7951 | да, по личной квоте | 2                                   | 1                                   |
| Narva       | Keskerakond                  | 2009 | 4510               | 4.8967 | да, по личной квоте | 1                                   | 1                                   |
| Narva       | Keskerakond                  | 2005 | 2624               | 3.3324 | да, по личной квоте | 1                                   | 1                                   |
| Narva       | Keskerakond                  | 2002 | 2431               | 3.3053 | да, по личной квоте | 1                                   | 1                                   |
| Narva* (№2) | Keskerakond                  | 1999 | 613                | 0.9764 | да                  | 2                                   | 1                                   |
| Narva* (№1) | Keskerakond                  | 1996 | 118                | 0.2146 | нет                 | 15                                  | 2                                   |
| Narva* (№1) | Eesti Demokraatlik Tööpartei | 1993 | 157                | 0.2774 | нет                 | 8                                   | 3                                   |

* До 1999 года включительно Нарва была поделена на три округа, а начиная с выборов 2002 года Нарва представлена как один единый округ.
В сумме семь раз избирался депутатом (1999, 2002, 2005, 2009, 2013, 2017, 2021 гг.), а также с 2002 по 2011 год являлся председателем Нарвского городского собрания.

### Общереспубликанские выборы в Рийгикогу
| Округ       | Партия                   | Год  | Количество голосов | Мандат | Мандат              | Место в списке лидеров (по мандату) | Место в списке лидеров (по мандату) | Место в списке лидеров (по мандату) |
| Округ       | Партия                   | Год  | Количество голосов | Доля   | Избран              | по стране                           | в округе                            | в партии                            |
| ----------- | ------------------------ | ---- | ------------------ | ------ | ------------------- | ----------------------------------- | ----------------------------------- | ----------------------------------- |
| Ida-Virumaa | - (независимый кандидат) | 2023 | 4578               | 0.9292 | нет                 | 14                                  | 1                                   | -                                   |
| Ida-Virumaa | Keskerakond              | 2019 | 2653               | 0.6875 | да                  | 24                                  | 2                                   | 6                                   |
| Ida-Virumaa | Keskerakond              | 2015 | 3648               | 0.7406 | да                  | 20                                  | 2                                   | 6                                   |
| Ida-Virumaa | Keskerakond              | 2011 | 8584               | 1.838  | да, по личной квоте | 3                                   | 1                                   | 2                                   |
| Ida-Virumaa | Keskerakond              | 2007 | 5421               | 1.223  | да, по личной квоте | 7                                   | 1                                   | 3                                   |
| Ida-Virumaa | Keskerakond              | 2003 | 4624               | 1.112  | да, по личной квоте | 11                                  | 1                                   | 3                                   |
| Ida-Virumaa | Keskerakond              | 1999 | 2564               | 0.526  | да                  | 32                                  | 6                                   | 9                                   |
| Ida-Virumaa | Õiglus                   | 1995 | 198                |        | нет                 |                                     |                                     |                                     |

В 1999, в 2003, в 2007, в 2011, в 2015 и 2019 годах М.А.Стальнухин избирался депутатом парламента Эстонии 9-го, 10-го, 11-го, 12-го, 13-го и 14-го созывов. В 1999—2005 гг. инициировал более 50-ти законопроектов, направленных, в основном, на улучшение ситуации русских в Эстонии в сфере языка, гражданства, миграции, воссоединения семей и т. п. (14 законопроектов были поддержаны парламентом и стали законами). В 2011—2016 гг. возглавлял специальную комиссию по контролю государственного бюджета. В 2016—2019 гг. возглавлял финансовую комиссию Парламента. В 2019—2023 гг. возглавлял проблемную комиссию по развитию изучения эстонского языка.
В 2023 году выдвигался в Рийгикогу как независимый кандидат, показал лучший результат в регионе, но не добрал до личного мандата около 350 голосов из 4924 и не прошёл в парламент Эстонии, в связи с чем заявил, что больше не намерен избираться в Рийгикогу и Европарламент (будущее участие в политике на местном уровне Стальнухин не исключил).

### Общереспубликанские выборы в Европарламент
| Округ | Партия      | Год  | Количество голосов | Избран                | Место в списке лидеров | Место в списке лидеров |
| Округ | Партия      | Год  | Количество голосов | Избран                | общее                  | в партии               |
| ----- | ----------- | ---- | ------------------ | --------------------- | ---------------------- | ---------------------- |
| Eesti | Keskerakond | 2014 | 11409              | нет (прошли 6 первых) | 9                      | 3                      |
| Eesti | Keskerakond | 2004 | 4506               | нет (прошли 6 первых) | 14                     | 3                      |

## Сочинения
В середине 90-х годов М. А. Стальнухин написал и опубликовал три самоучителя эстонского языка. В соавторстве с Элле Вялья составил два учебных словаря. В 1998 г. опубликовал сборник художественной прозы «33 оттенка зеленого». Неоднократно публиковался в журнале «Радуга», и за последние 20 лет написал более 1000 статей на политические темы. С 2012 года переиздал и написал новые книги по изучению эстонского языка. С 2016 года пишет серию книг для детей как на русском, так и на эстонском языках (в 2022 году серия закончилась на 9 книге). В 2020 закончил и издал роман «Поводырь». В 2022 закончил и опубликовал в открытом доступе роман «Русский роман».

### Книги по изучению эстонского языка
- [23] «TERE! ЗДРАВСТВУЙТЕ! Киногид по Таллинну» (2016)
- [24] «Самоучитель эстонского языка, или Скорая грамматическая помощь» (2022, 2018, 2016, 2012)
- [25] «Русско-эстонский учебный словарь» (2013)
- [26][27] «Русско-эстонский учебный словарь» (1999, 1997)
- [28] «Эстонско-русский учебный словарь : 10800 слов» (1998)
- [29] «Самоучитель эстонского языка. 3» (1997)
- [30][31] «Самоучитель эстонского языка. 2» (1997, 1996)
- [32] «Самоучитель эстонского языка. 1» (1995)

### Детские книги на русском языке
- [33] «Данька и банановый дракон» (2021)
- [34] «Как лопаются бабушки, или Истории отовсюду» (2021)
- [35] «Дельфин и русалка, или Озёрные истории» (2020)
- [36] «Любимые трусы хозяина, или, Уличные истории» (2019)
- [37] «Зубастый портфель, или Zoo-истории» (2019)
- [38] «Волшебный колодец, или Чащобные истории» (2018)
- [39] «Битва в Вороньей роще, или Деревенские истории» (2017)
- [40] «Kак барсучонок пчёл пересчитывал, или Лесные истории» (2017)
- [41] «День охоты на крота, или Дворовые истории» (2016)
- [42] «Kак бояться, если совсем не страшно, или Чердачные истории» (2016)

### Детские книги на эстонском языке
- [43] «Kuidas vanaemad lõhki lähevad ehk igaltpooltlood» (2021)
- [44] «Delfiin ja näkineid ehk Järvelood» (2020)
- [45] «Peremehe lemmikpüksid, ehk, Tänavalood» (2019)
- [46] «Hambuline portfell, ehk, Loomaaialood» (2019)
- [47] «Võlukaev ehk padrikulood» (2018)
- [48] «Võitlus Varesesalus ehk Külalood» (2017)
- [49] «Kuidas mägrapoiss mesilasi üle luges ehk Metsalood» (2017)
- [50] «Mutijahi päev ehk õuelood» (2016)
- [51] «Kuidas karta, kui üldse hirmu pole ehk pööningulood» (2016)

### Беллетристика
- [52] «Русский роман» (2022, опубликован в блоге в свободном доступе)
- [53] «Настройщик» (2021)
- [54] «Поводырь» (2020)
- [55] «Ансиппиада» (2014)
- [56] «33 оттенка зелёного» (1999)